# Balme
Balme (piemonti nyelven Balme, frankoprovanszál nyelven Barmes) egy olasz község (comune) a Piemont régióban.

## Külső hivatkozások
- Hivatalos weboldal
- Webkamerás felvételek a településről